# Бари, Антуан Луи
Антуа́н Луи Бари́ (фр. Antoine-Louis Barye; 24 сентября 1795 года, Париж — 25 июня 1875 года, там же) — французский скульптор и художник, известный своими изображениями животных (анималист), представитель романтизма.

## Биография
Бари родился в Париже в 1795 году. Начал свою карьеру как ювелир. Сначала он работал под руководством своего отца Пьера, а около 1810 года работал под руководством скульптора Гийома Мертена Бьенне. Ученик скульптора Франсуа Бозио (с 1816 года) и художника Антуана Гро (с 1817 года). В 1818 году был принят в Школу изящных искусств. В 1823—1832 годах работал в мастерской ювелира Фоконье, опыт работы ему позже пригодился в работе над скульптурами. Член парижской Академии художеств (1868). Похоронен на кладбище Пер-Лашез (участок № 49).
Трое сыновей Бари — Луи-Альфред, Жорж-Камиль и Луи-Жюльен — ассистировали ему в мастерской; первый в дальнейшем работал самостоятельно, также в области анималистики, подписываясь Бари-сын. Среди его известных учеников — слепой скульптор Луи Видаль.
Трое сыновей Бари — Луи-Альфред, Жорж-Камиль и Луи-Жюльен — помогали ему в мастерской; первый в дальнейшем работал самостоятельно, также в области анималистики, подписываясь Бари-сын. Среди известных учеников Бари Старшего — русский скульптор Артемий Обер, слепой скульптор Луи Видаль и скульптор Эмманюэль Фремье.

## Отзывы
Творчество Бари получило высокую оценку как в дореволюционных, так и в ранних советских изданиях. Так, согласно первому изданию Большой советской энциклопедии (1926): 

Глубокое знание анатомии животных сочетается у Бари с ясностью структуры, выразительностью композиции, экспрессивностью в передаче движения, богатством пластической формы. 
— БСЭ, 1-е издание

## Галерея

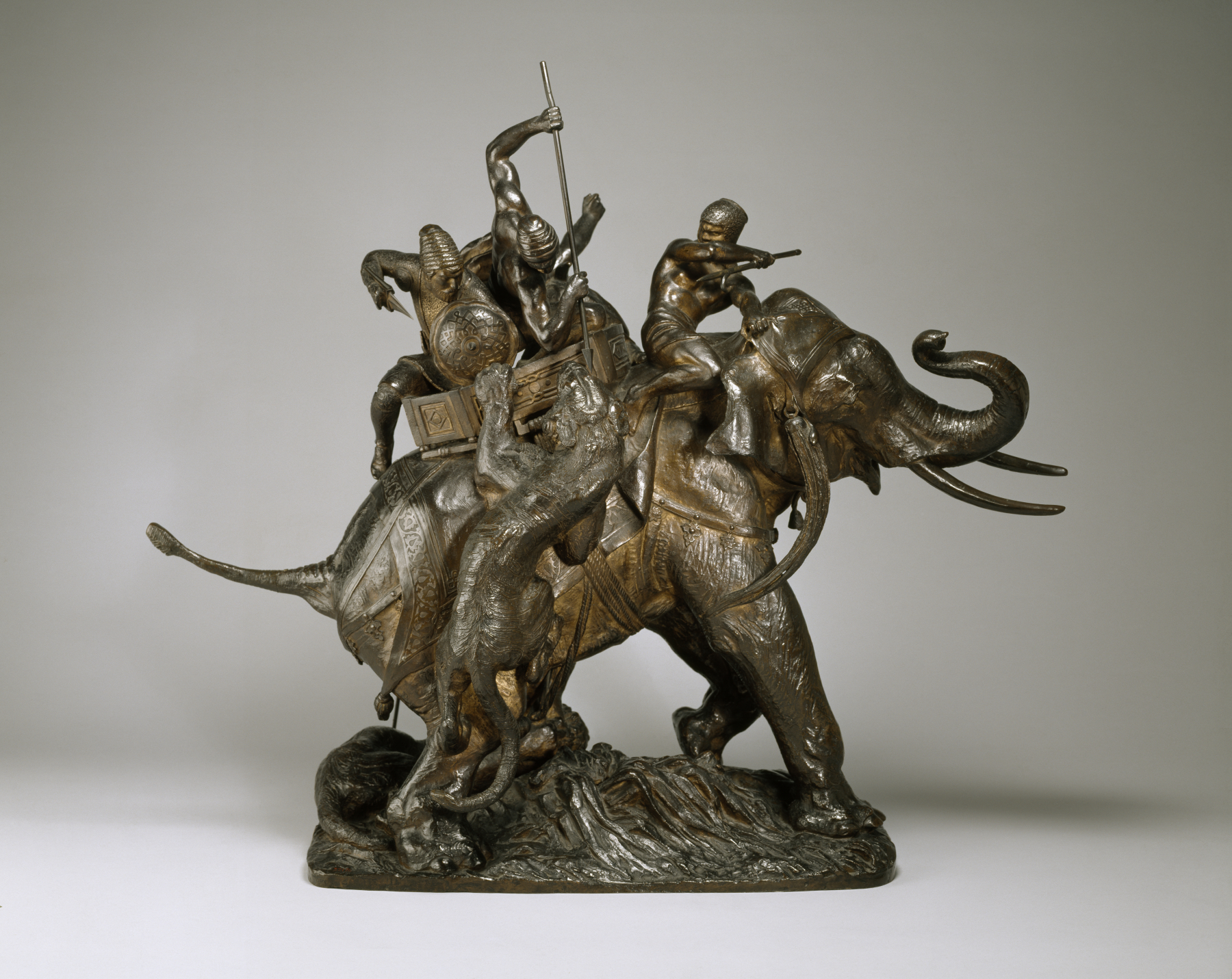
Охота на тигра
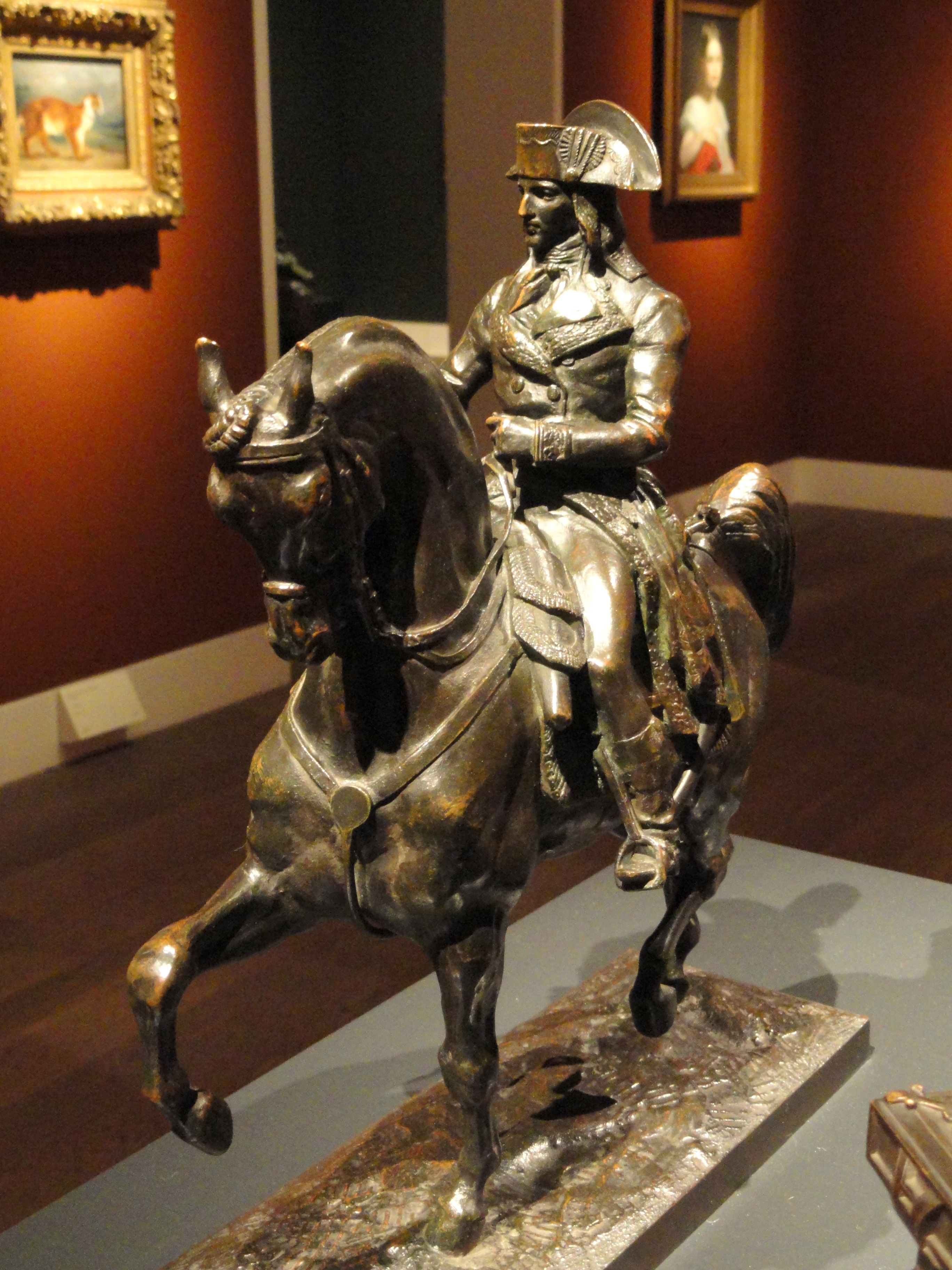
Генерал Бонапарт
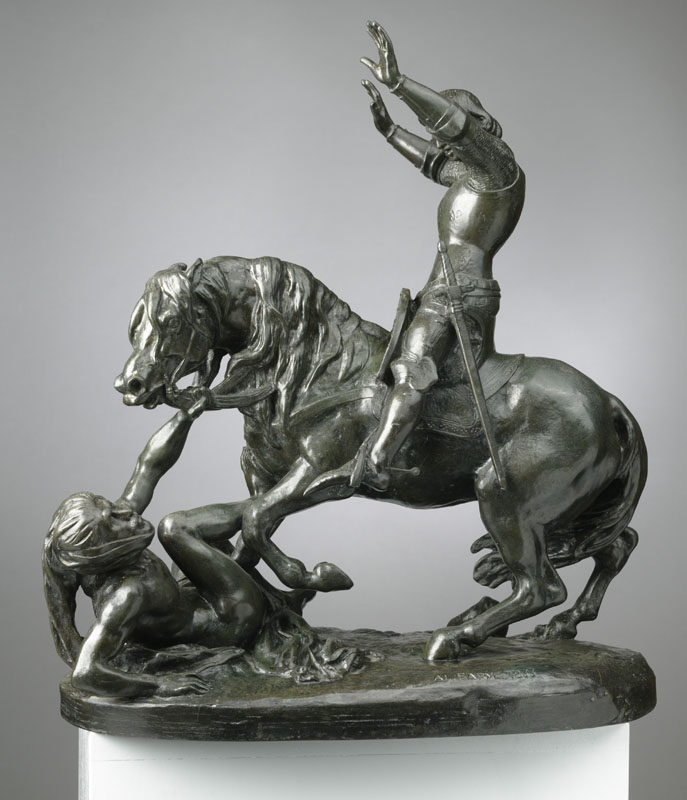
Карл VI в лесу Ле-Ман
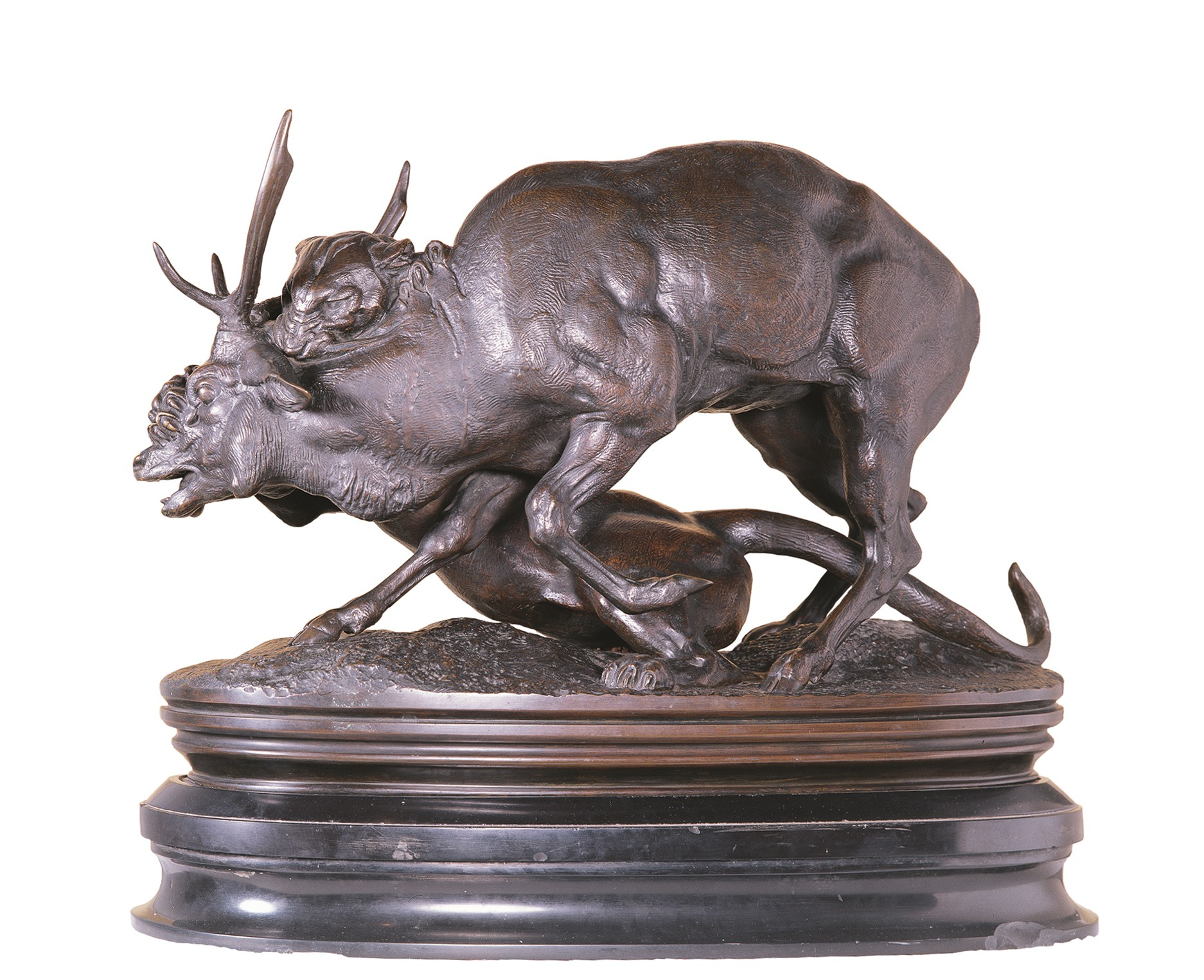
Пантера, терзающая оленя
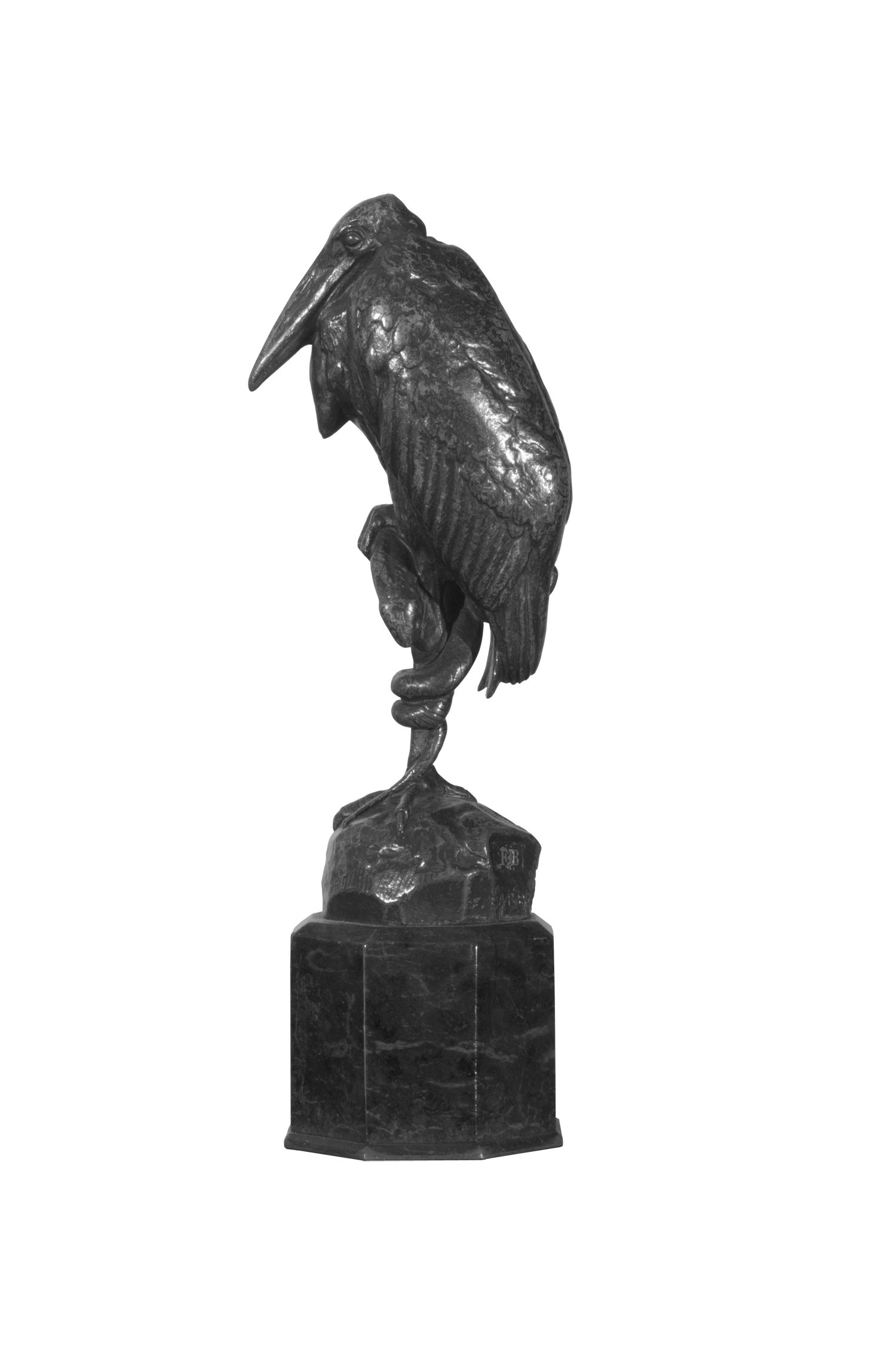
Марабу и змей
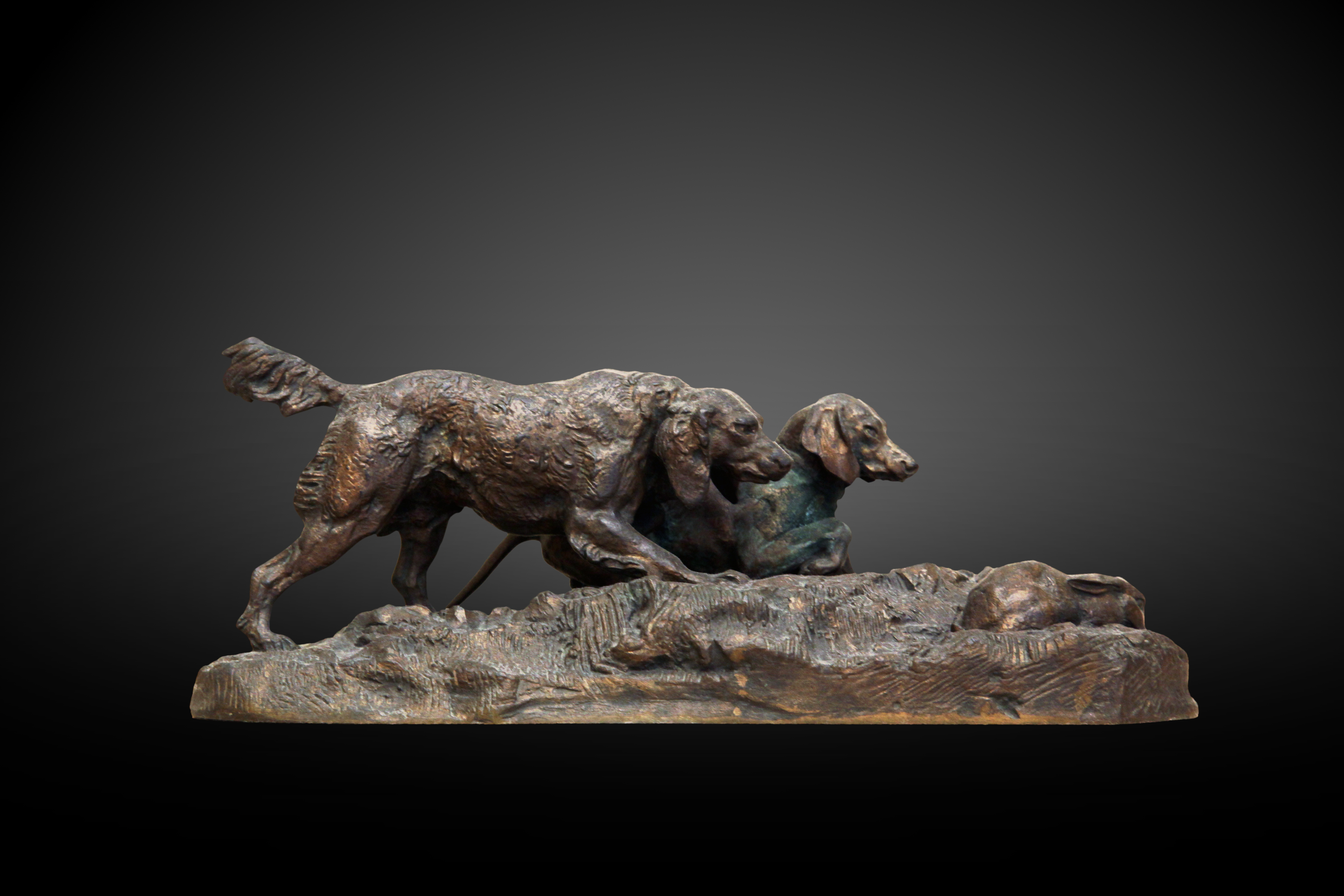
Кролик и охотничьи собаки
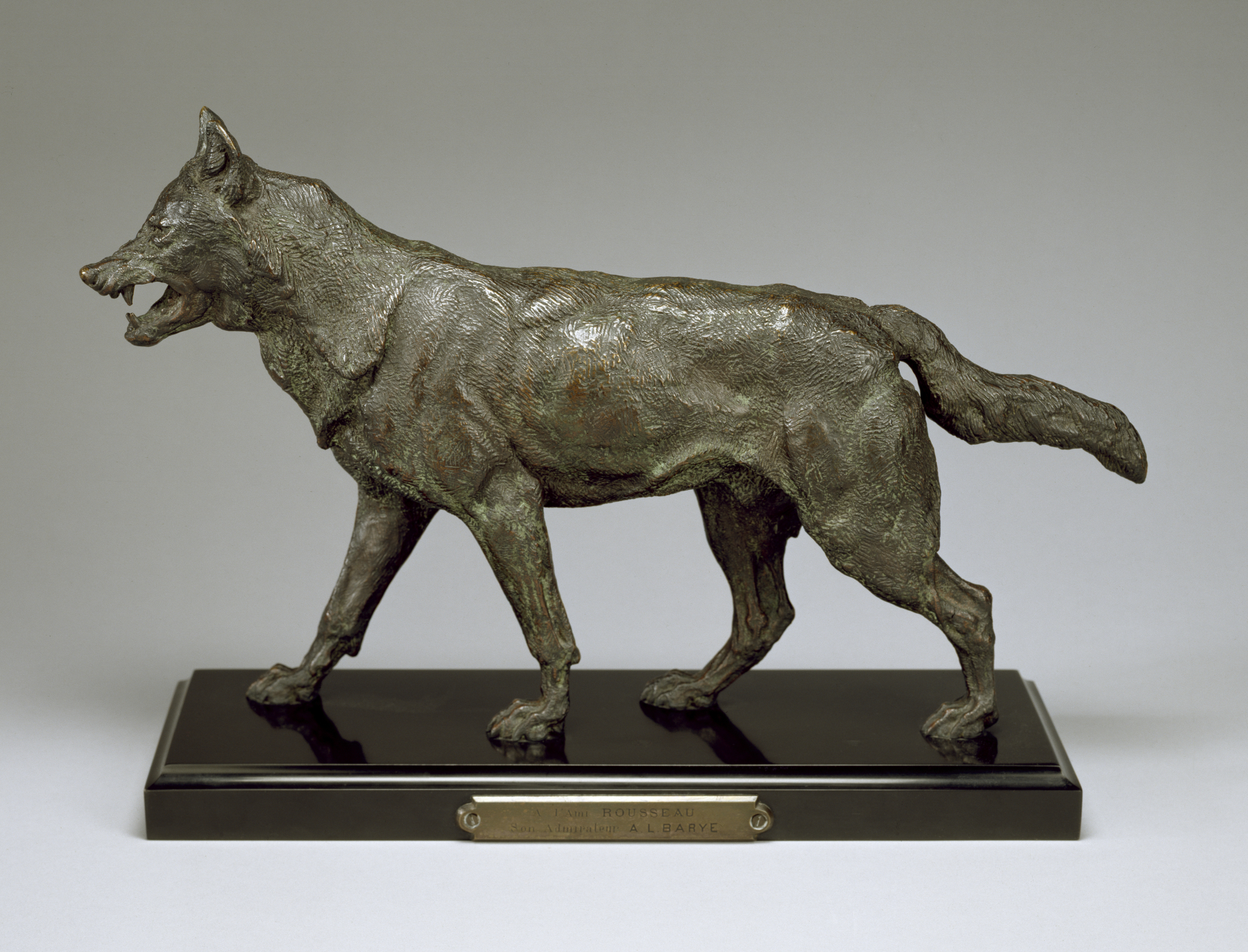
Оскалившийся волк
Геракл, одержавший победу над Эриманфским вепрем
Спаниэль и кролик
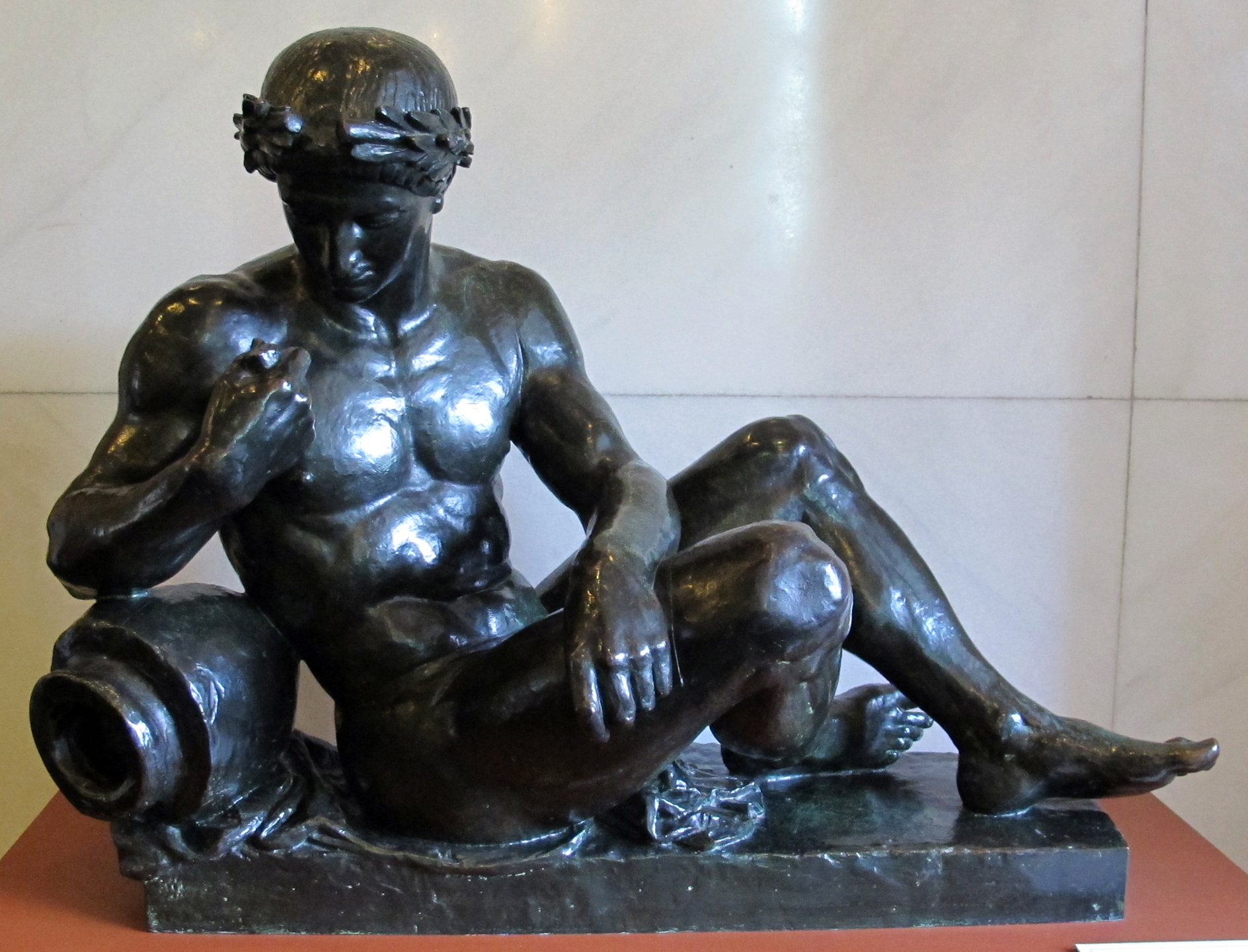
Аллегория реки Сены
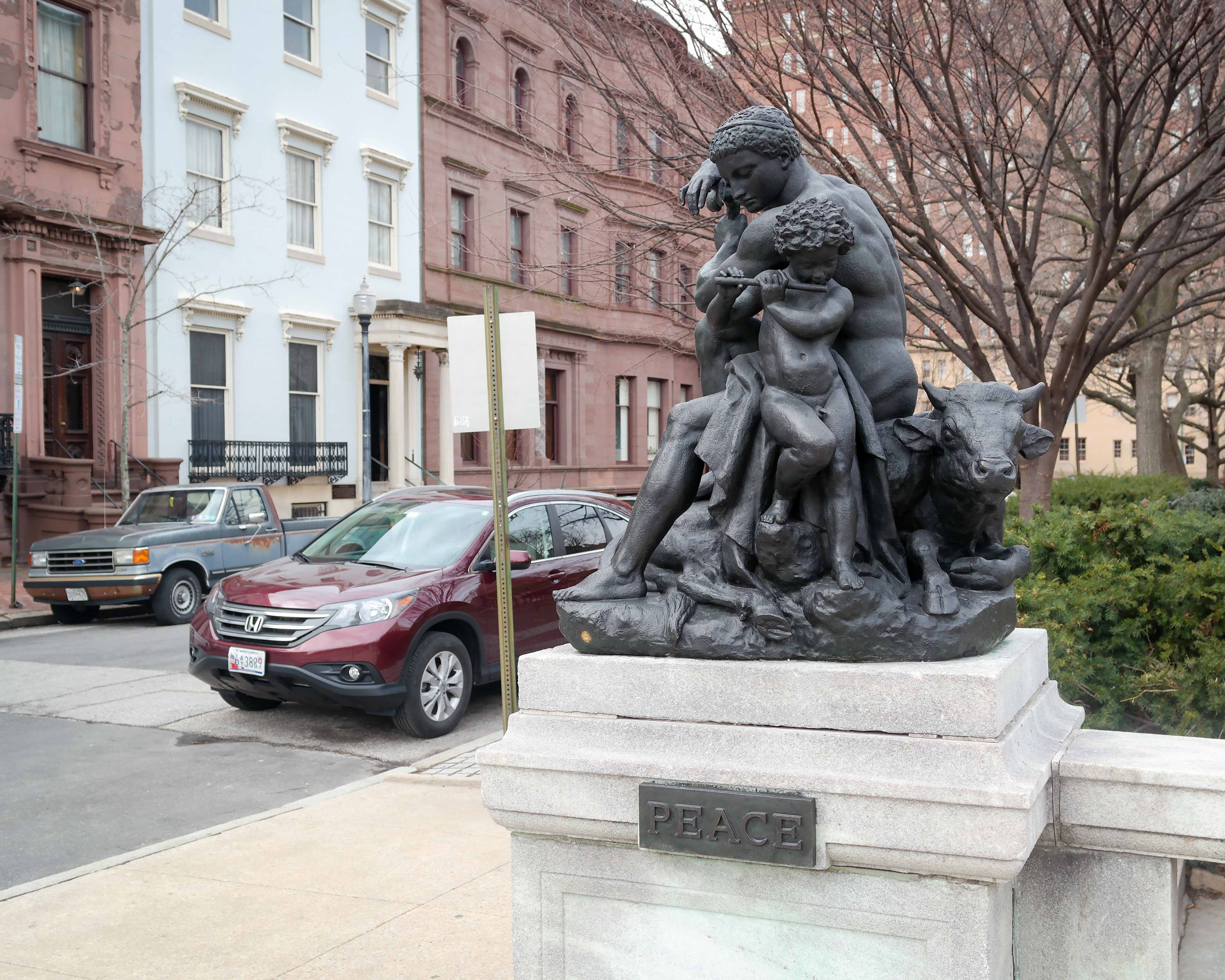
Аллегория Мира
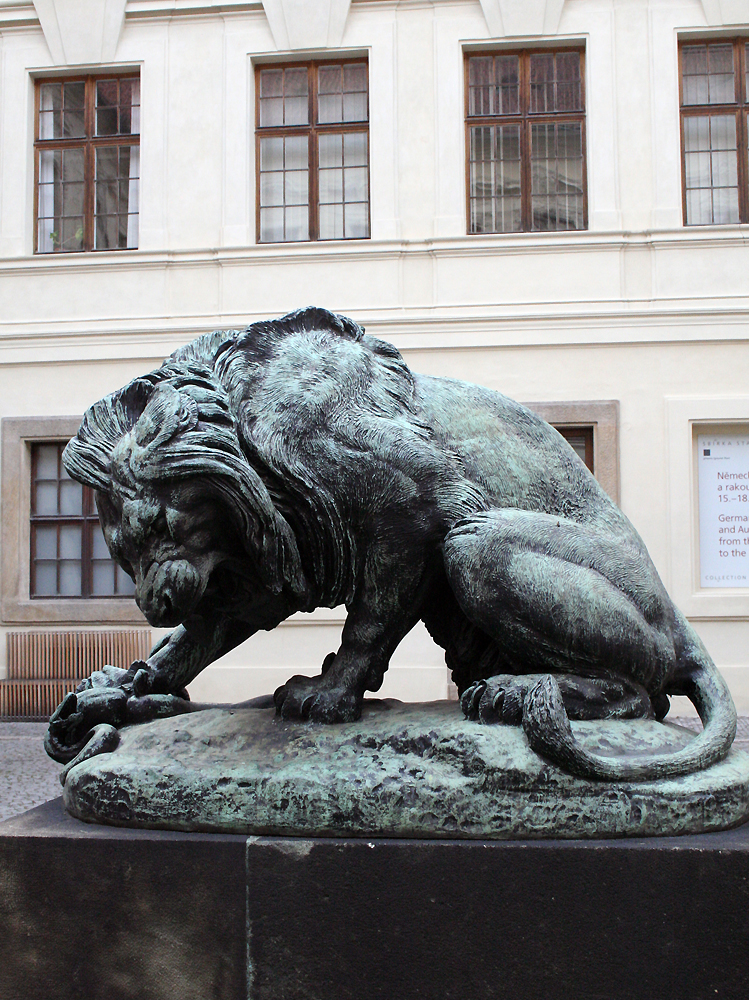
Лев и змея
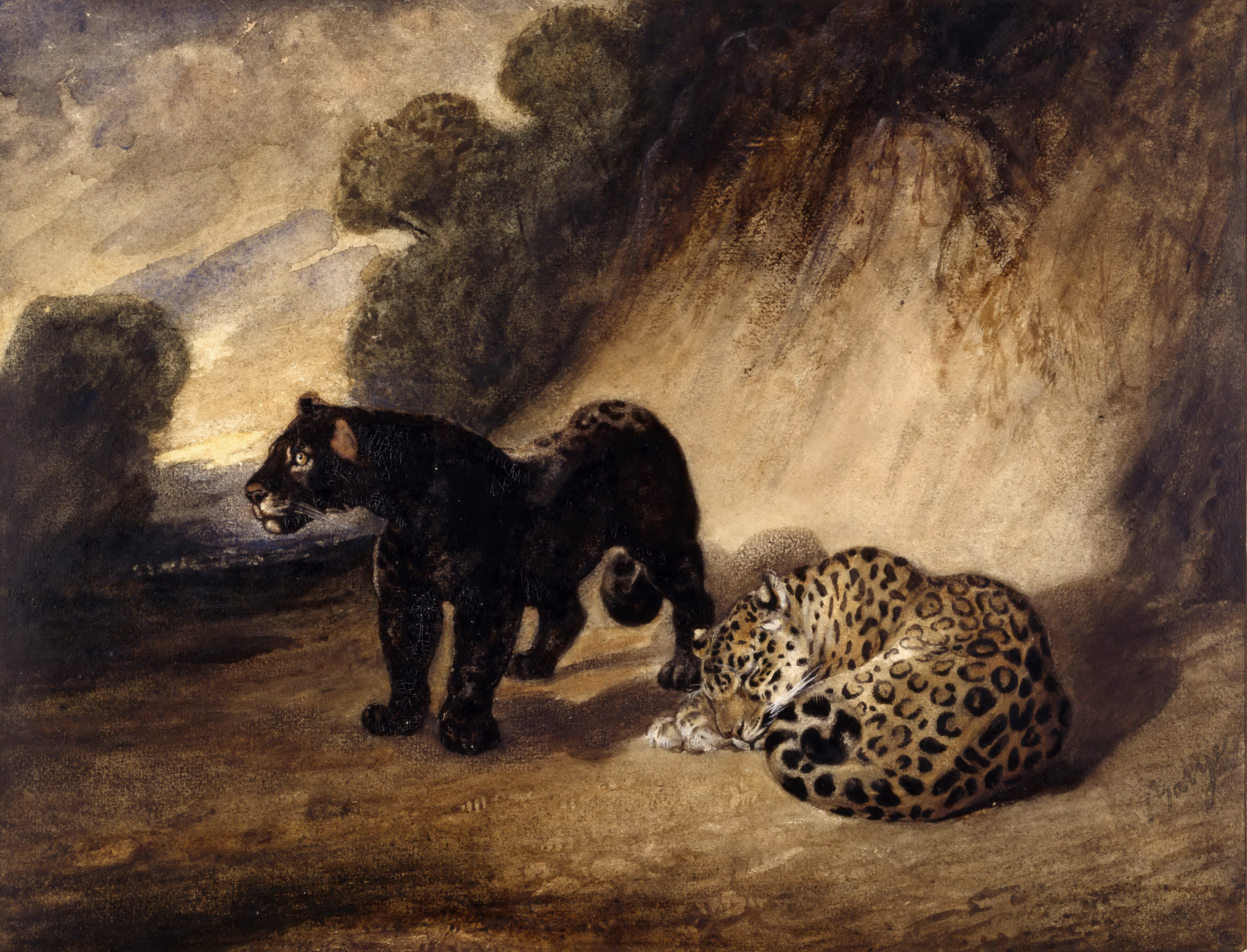
Два перуанских ягуара
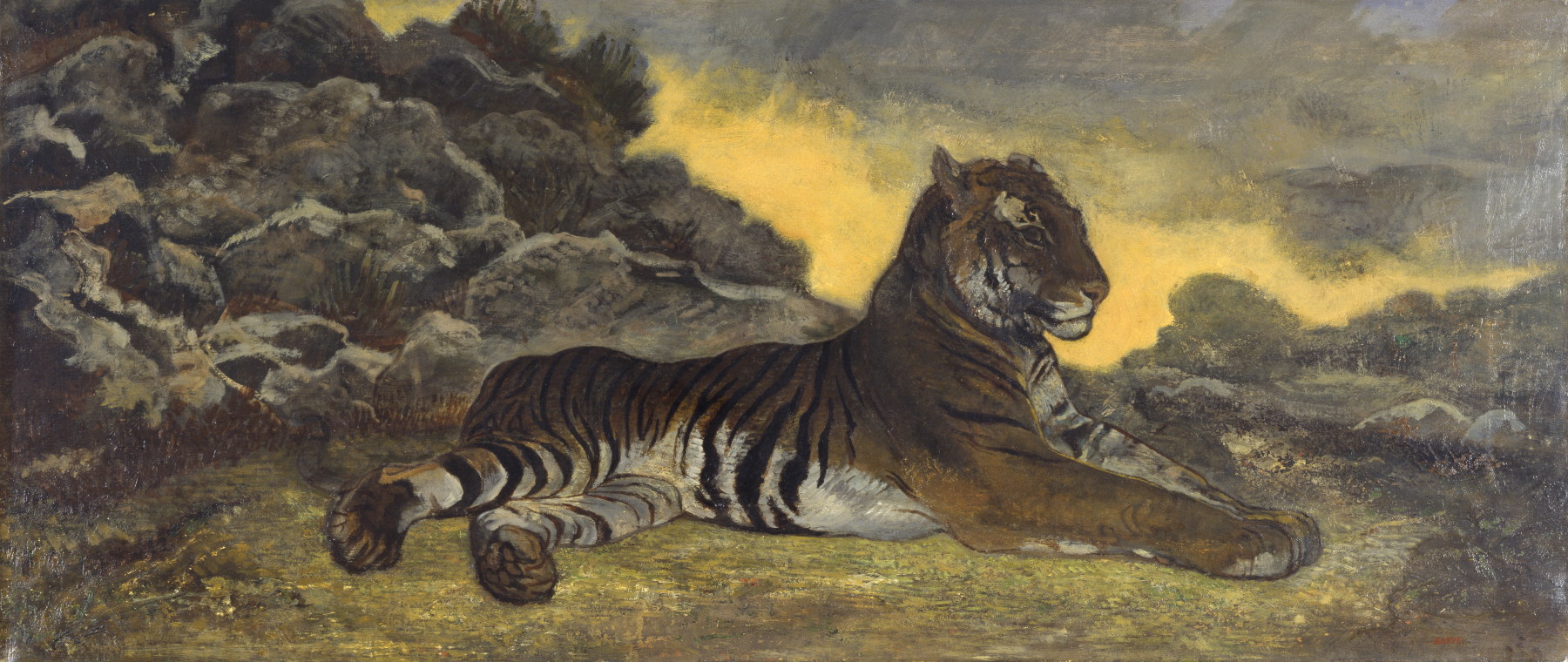
Отдыхающий тигр
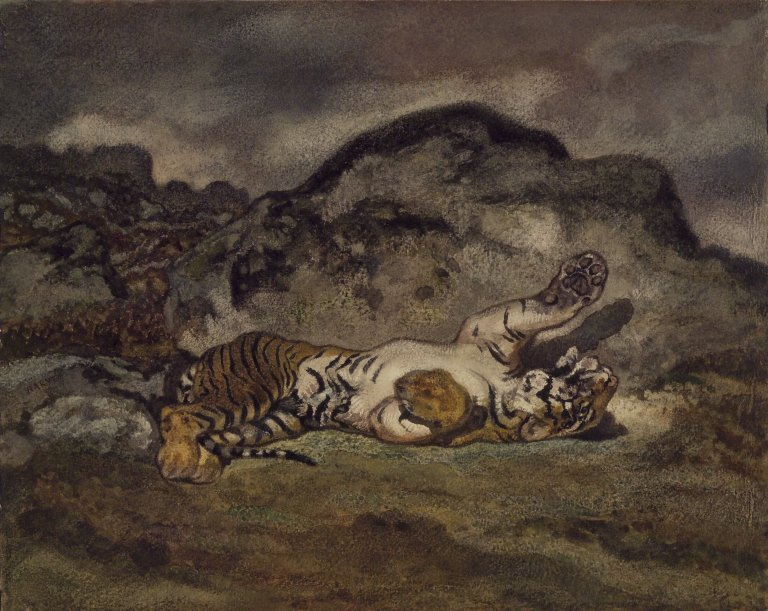
Довольный тигр
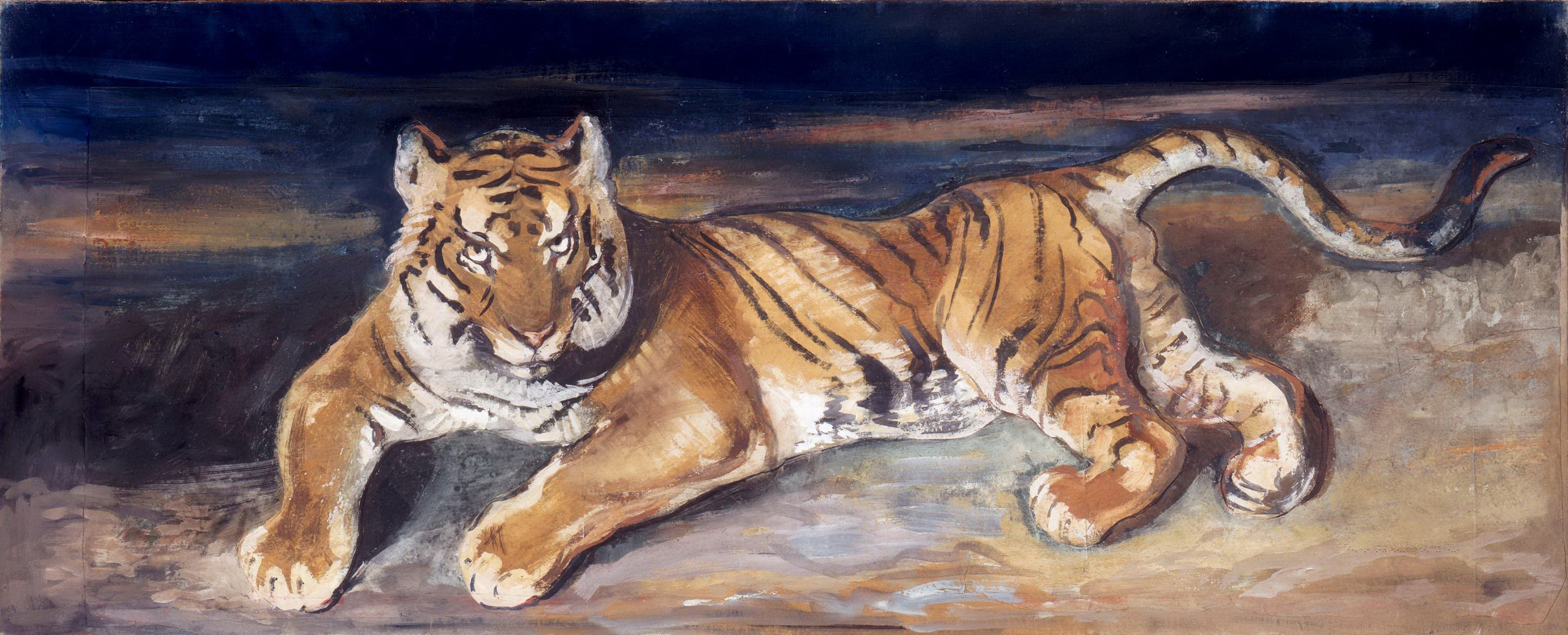
Недовольный тигр
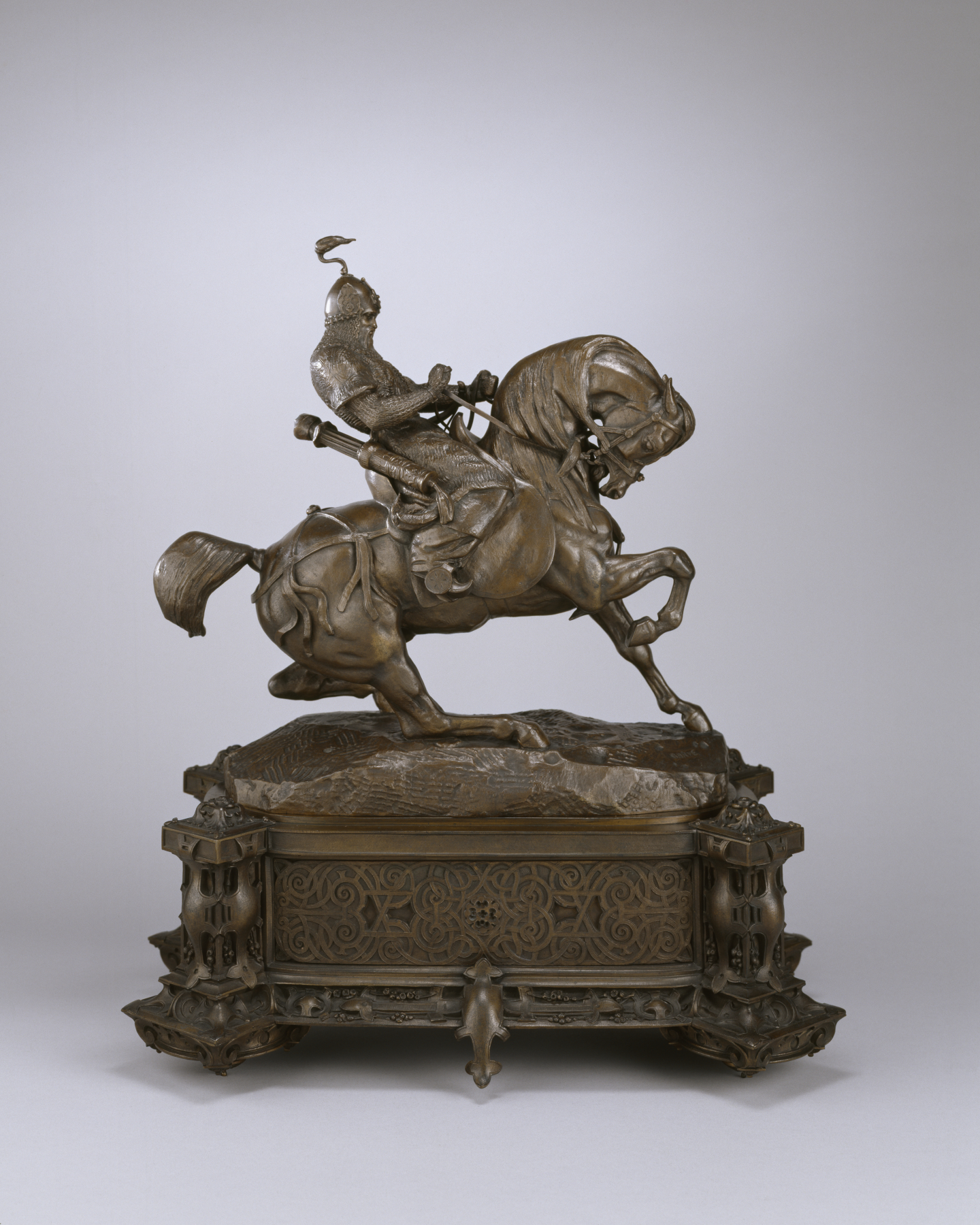
Татарский воин верхом на коне
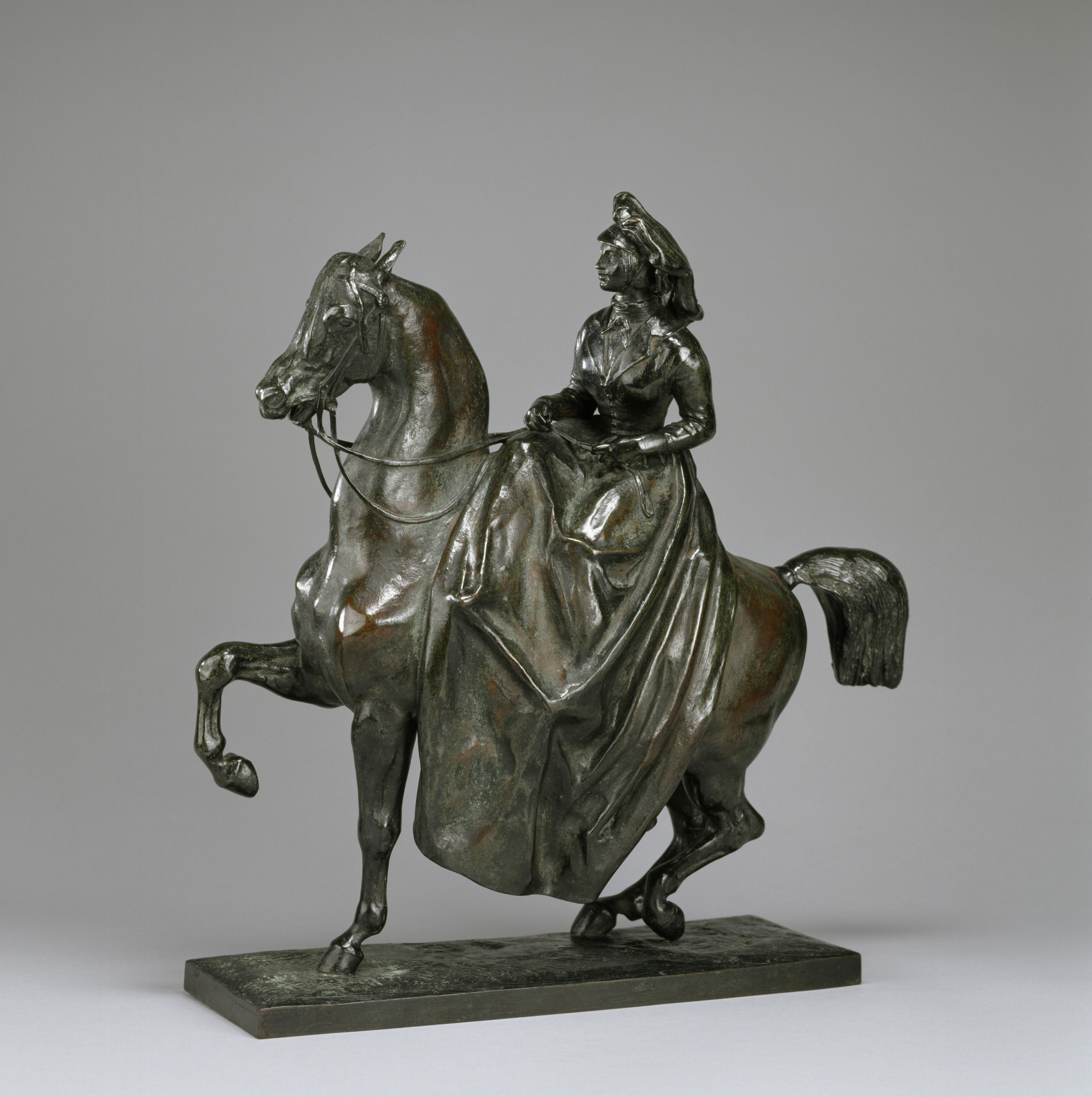
Наездница
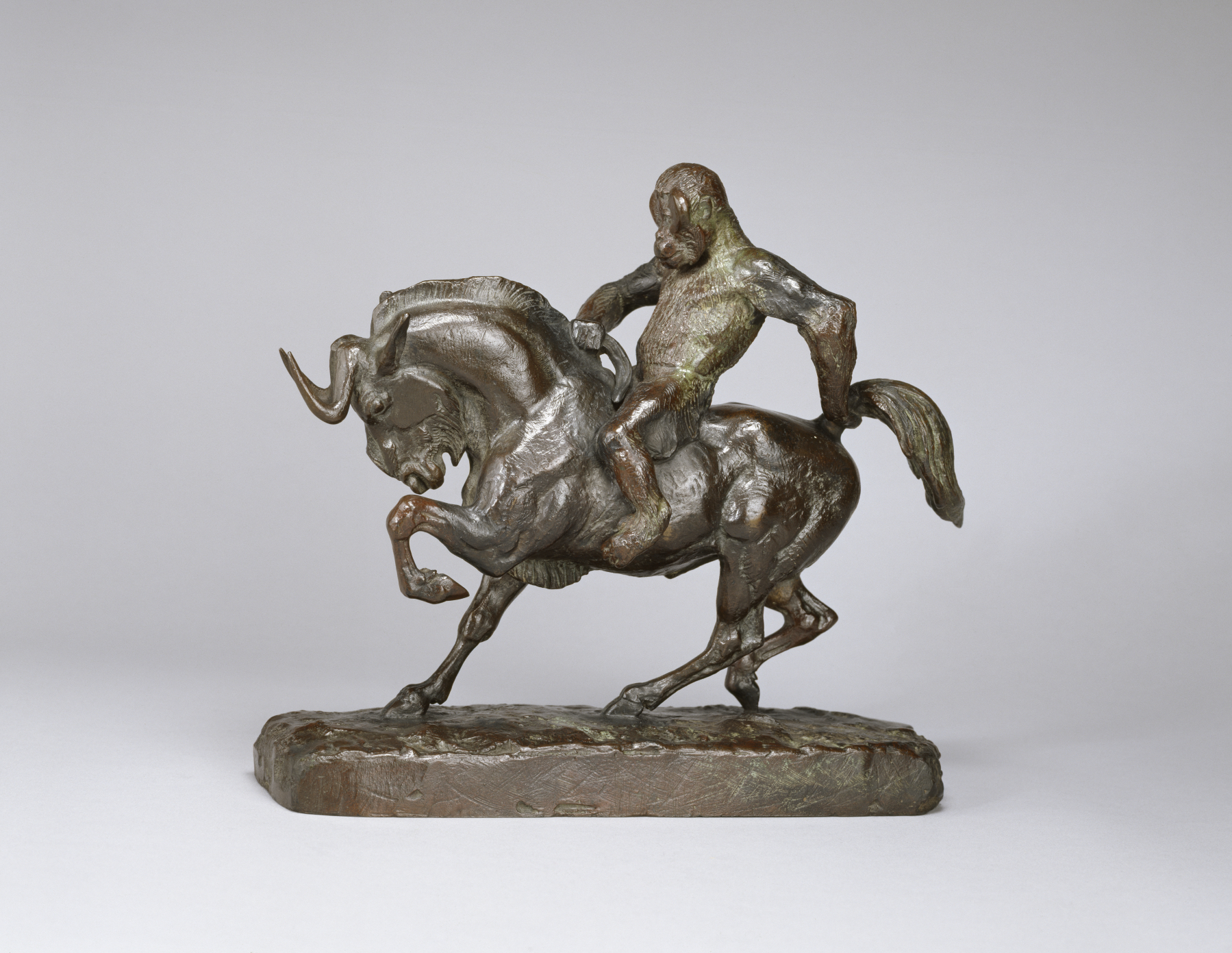
Обезьяна верхом на антилопе гну
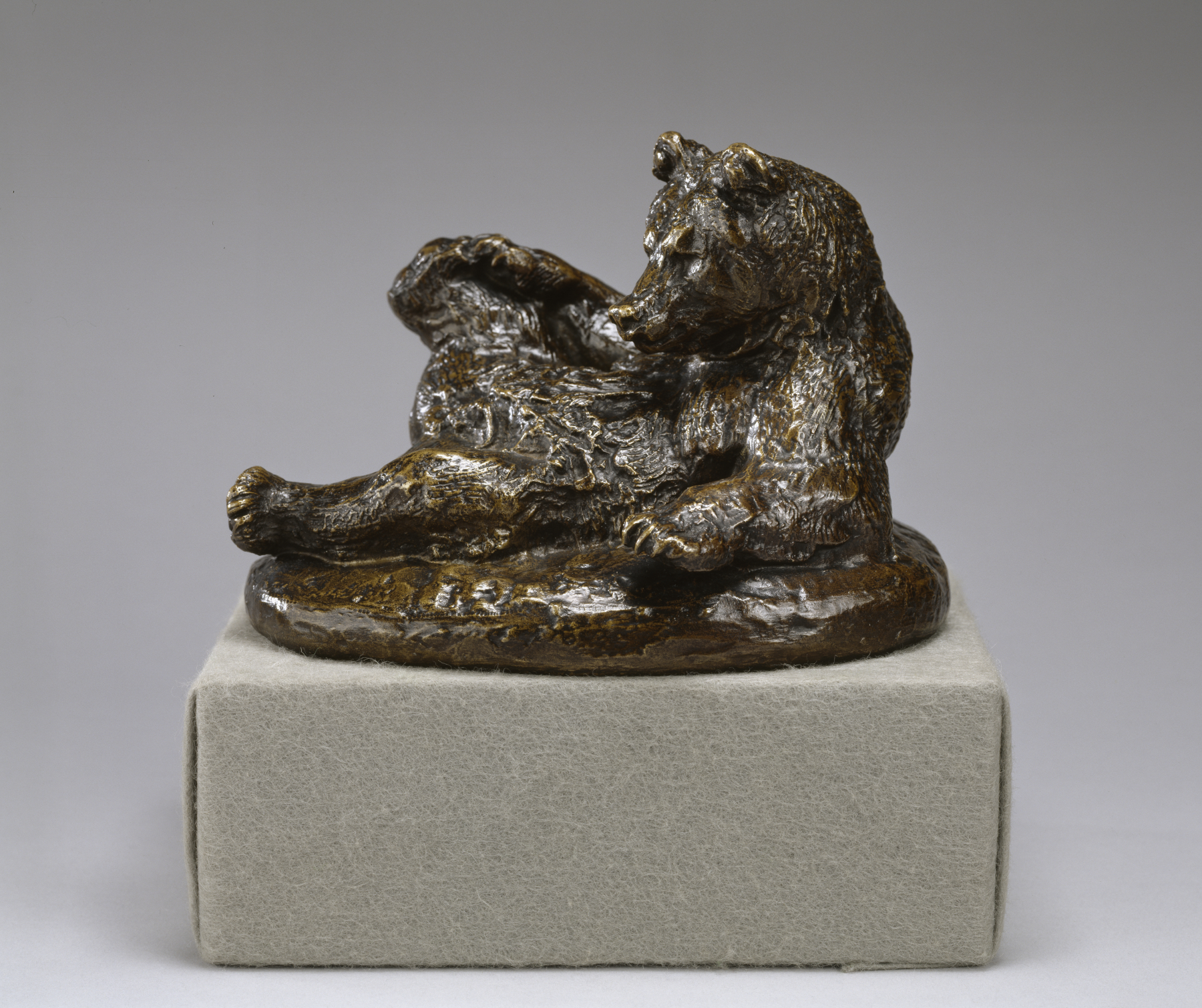
Медведь